# Абдулла Абдулла
Абдулла Абдулла (пушту عبدالله عبدالله; нар. 5 вересня 1960, Кабул) — афганський політик, міністр закордонних справ Афганістану у 2001–2006 рр. Кандидат на президентських виборах 2009 і 2014, прем'єр-міністр Афганістану з 29 вересня 2014 року.
Народився у пуштунский мусульманській родині. Його батько походить з провінції Кандагар і був сенатором під час афганської монархії.
У 1983 році він отримав ступінь магістра з офтальмології на медичному факультеті Кабульського університету. Він працював офтальмологом у Кабулі, під час війни в Афганістані він відправився до Пакистану, де лікував афганських біженців. У період з 1986 по 1992 роки працював головним лікарем моджахедів у Панджшерській ущелині, був начальником управління охорони здоров'я на територіях, контрольованих польовим командиром Ахмад Шах Масудом і «Північним альянсом» (антирадянського руху опору). У 1992 році повернувся з Пакистану на батьківщину.
У 1992–1996 він був прес-секретарем Міністерства оборони Ісламської Республіки Афганістан. Після захоплення влади талібами у 1997 році, він був заступником міністра, а рік потому міністром закордонних справ «Північного альянсу», який боровся з талібами в Афганістані. Після вбивства Масуда у 2001 році, був одним з трьох головних лідерів «Альянсу». У грудні 2001 року він був призначений на посаду міністра закордонних справ в уряді Хаміда Карзая, на якій працював до 22 березня 2006.
У 2009 році став кандидатом від опозиції на президентських виборах. У першому турі виборів посів друге місце, набравши 30,59 відсотків голосів, поступившись першим місцем чинному президенту Хаміду Карзаю. Незадовго до другого туру оголосив про вихід з передвиборчої гонки, і президентом став Хамід Карзай.
У 2014 році знову виставив свою кандидатуру на президентських виборах, за підсумками першого туру, що пройшов 5 квітня, посів перше місце, отримавши 41,89 відсотків голосів, обігнавши свого головного конкурента Ашрафа Гані Ахмадзая. За підсумками другого туру він програв Ашрафу Гані, але не визнав результати виборів. Тим не менш, у вересні того ж року обидва суперники уклали угоду, за якою посаду президента займе Гані, а Абдулла зможе призначити своїх прихильників на ряд державних посад.